# Xavier Bichat
Marie François Xavier Bichat (n. 14 noiembrie 1771, Thoirette⁠(d), Franche-Comté⁠(d), Franța – d. 22 iulie 1802, Paris, Prima Republică Franceză) a fost anatomist, fiziolog și medic francez. Este considerat întemeietorul histologiei și patologiei moderne.

## Biografie
S-a născut la Thoirette (o localitate din estul Franței). Tatăl, medic, i-a fost primul instructor.
Bichat a studiat matematica, apoi medicina la Montpellier. În perioada 1791 - 1793, studiază la Lyon chirurgia și anatomia sub conducerea profesorului și chirurgului Marc Antoine Petit 

## Activitate
Bichat a studiat alcătuirea și structura țesuturilor și a organelor. Deși a lucrat fără microscop, a descoperit 21 de tipuri de țesuturi în cadrul organismului uman. A observat că bolile ating țesuturile organelor și nu neapărat întregul organ, dezvoltând astfel teoria patologiei organice a lui Giovanni Battista Morgagni.

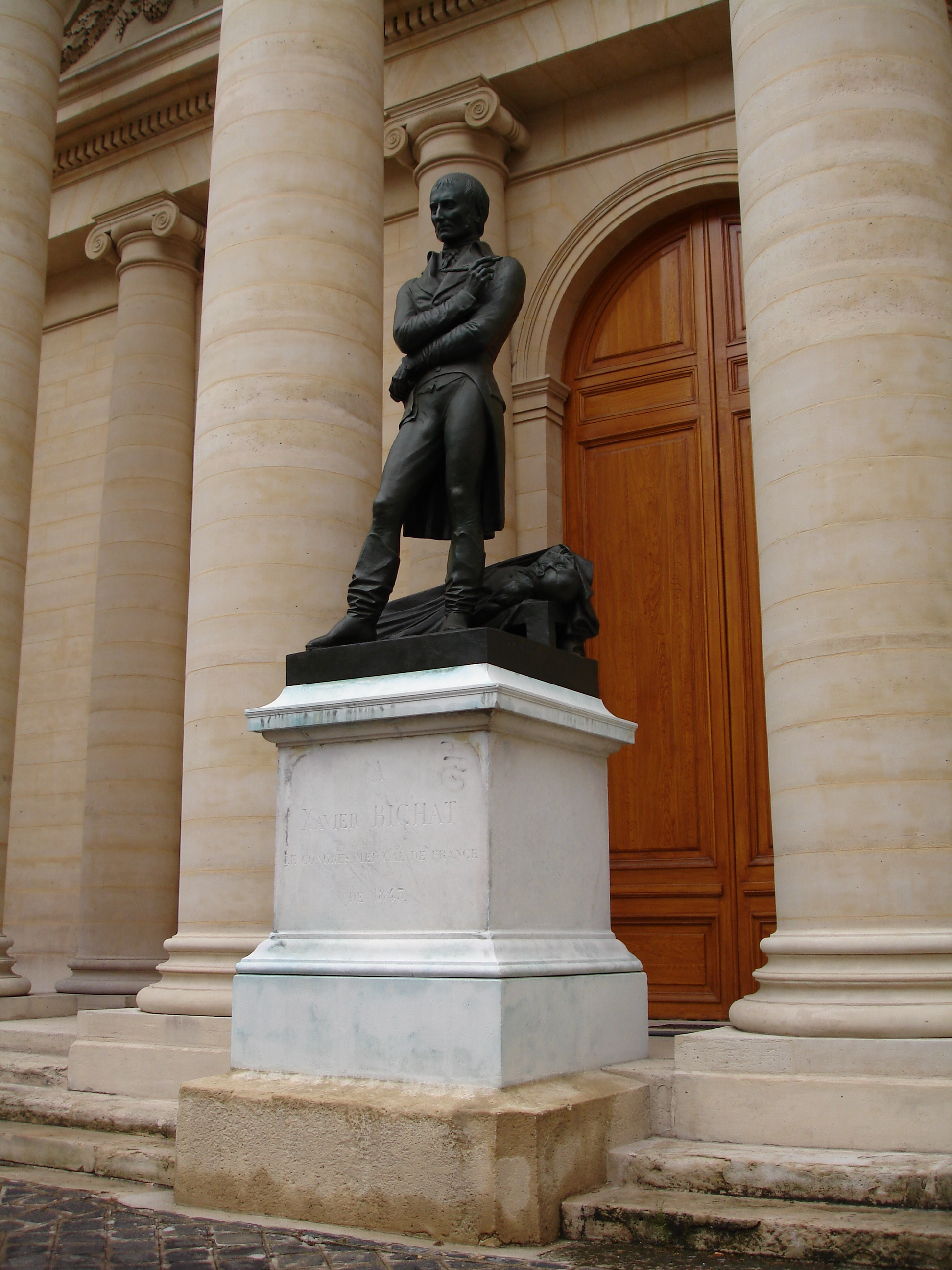
Statuia lui Xavier Bichat din fața Universității René Descartes

## Posteritate
Prin contribuțiile sale, Bichat a pregătit terenul teoriei celular-patologice a lui Rudolf Virchow.
Numele său se află înscris pe Turnul Eiffel.